# Berufjörður

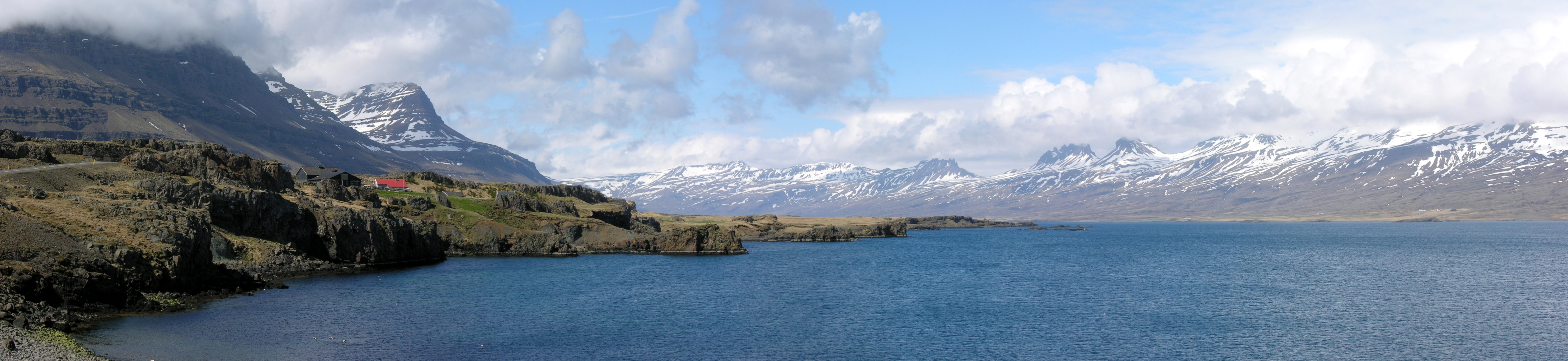
Zicht op de Berufjörður vanaf Teigarhorn.

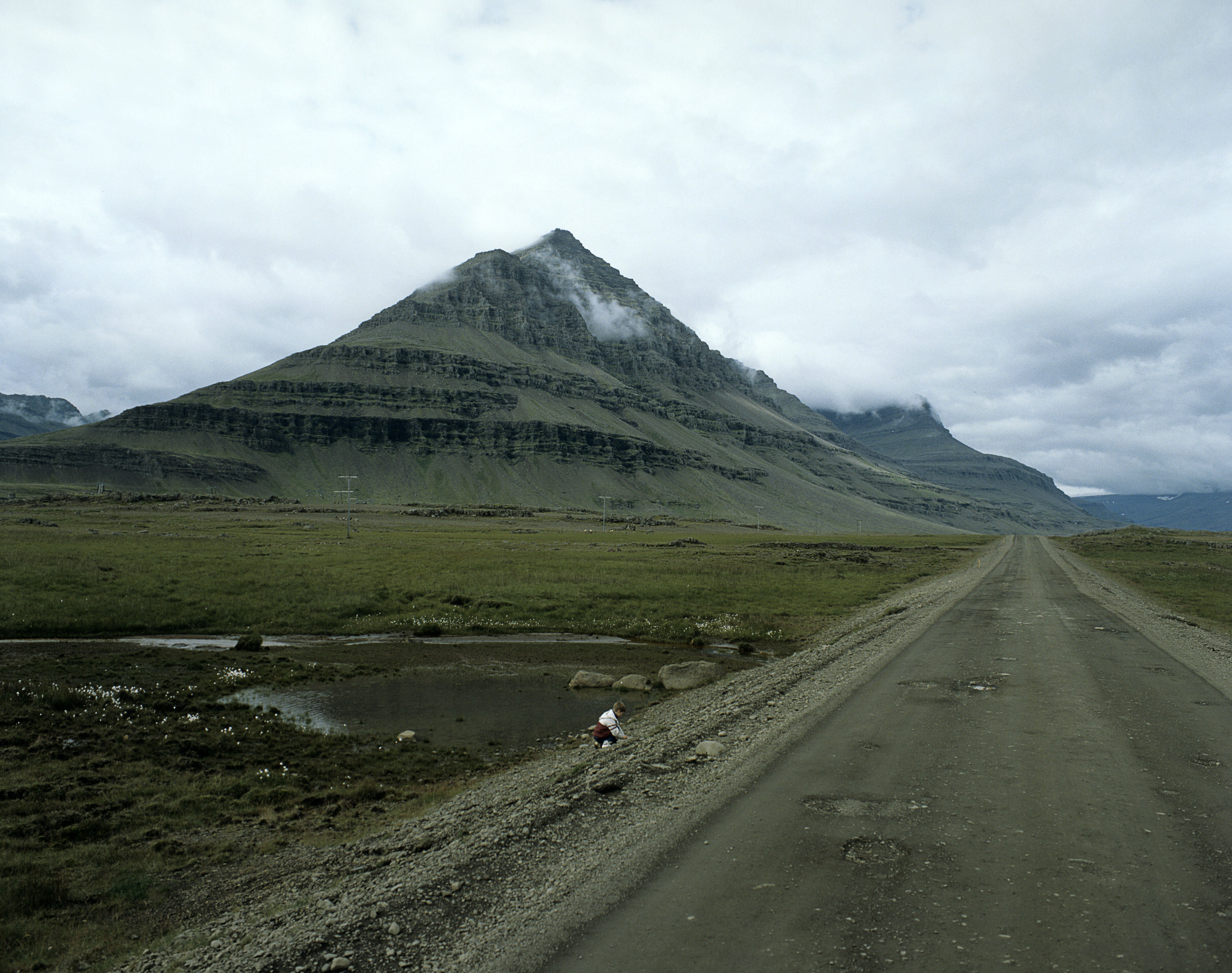
De Búlandstindur.

De Berufjörður is een fjord in het oosten van IJsland, en behoordt tot de Oostfjorden. Aan de monding van de fjord ligt het plaatsje Djúpivogur, en daarvandaan strekt de fjord zich ongeveer 35 kilometer in noordwestelijke richting het land in. Door de vele ondiepten is de fjord voor de meeste boten vrijwel onbevaarbaar.
Aan de westzijde van de fjord ligt de 900 meter hoge markante piramidevormige berg Búlandstindur. Ter hoogte van deze berg ligt aan de kust van de fjord Teigarhorn. Bij deze plaats wordt veel calciet gevonden, maar ook andere mineralen en zeolieten worden hier aangetroffen. Teigarhorn was vroeger vrij toegankelijk, maar is sinds enige tijd voor het publiek gesloten.
De Hringvegur leidt langs de fjord. Aan het eind van de fjord takt de 19 kilometer lange Axarvegur (of Öxi) van de ringweg af, en voert de Breiðdalsheiði hoogvlakte op. Door deze pas wordt de weg naar Egilsstaðir met ongeveer 60 kilometer bekort. Een aantal kilometer zuidwaarts vloeit de Fossá via de Fossárfoss de zee in.